# Прери ду Шин (Висконсин)
Прери ду Шин (енгл. Prairie du Chien) град је у америчкој савезној држави Висконсин.

## Демографија
По попису из 2010. године број становника је 5.911, што је 107 (-1,8%) становника мање него 2000. године.
| Група             | 2000.         | 2010.         |
| Белци             | 5.678 (94,4%) | 5.487 (92,8%) |
| Афроамериканци    | 217 (3,6%)    | 268 (4,5%)    |
| Азијати           | 10 (0,2%)     | 20 (0,3%)     |
| Хиспаноамериканци | 53 (0,9%)     | 73 (1,2%)     |
| Укупно            | 6.018         | 5.911         |